# Оберентфельден
Оберентфельден (нім. Oberentfelden) — громада  в Швейцарії в кантоні Ааргау, округ Аарау.

## Географія
Громада розташована на відстані близько 65 км на північний схід від Берна, 5 км на південь від Аарау.
Оберентфельден має площу 7,2 км², з яких на 32,7% дозволяється будівництво (житлове та будівництво доріг), 24,8% використовуються в сільськогосподарських цілях, 41,3% зайнято лісами, 1,1% не є продуктивними (річки, льодовики або гори).

## Демографія
2019 року в громаді мешкало 8510 осіб (+13,5% порівняно з 2010 роком), іноземців було 31,9%. Густота населення становила 1189 осіб/км².
За віковим діапазоном населення розподілялося таким чином: 20,6% — особи молодші 20 років, 60,9% — особи у віці 20—64 років, 18,5% — особи у віці 65 років та старші. Було 3689 помешкань (у середньому 2,3 особи в помешканні).
Із загальної кількості 3897 працюючих 21 був зайнятий в первинному секторі, 1413 — в обробній промисловості, 2463 — в галузі послуг.